# アユブ・ダウド
アユブ・ダウド（Ayub Daud (ソマリ語: Ayuub Daaud, アラビア語: أيوب داود)、1990年2月24日 - ）は、ソマリア出身のサッカー選手。ポジションはフォワード。

## 来歴
5歳の時に家族が内戦状態のソマリアからイタリアへ避難。2000年よりユヴェントスのユースチームに入る。ユースでは際立った活躍を見せ、2009年3月ボローニャFC戦にてトップチームデビューを果たした。2009-2010シーズンはレンタル移籍でセリエBのFCクロトーネに加入。しかし、クロトーネでは十分な出場機会を得れず、2010年2月にプリマ・ディヴィジオーネのACルメッツァーネへレンタル移籍した。

## 所属クラブ
- ユヴェントス 2009-2011

→  FCクロトーネ 2009-2010 (レンタル移籍)
→  ACルメッツァーネ 2010 (レンタル移籍)
→  コゼンツァ・カルチョ1914 2010-2011 (レンタル移籍)
→  ASグッビオ1910 2011 (レンタル移籍)
- FCキアッソ 2011-2013
- ブダペスト・ホンヴェードFC 2013-2016